# Parti népalais de la famille
Le Parti népalais de la famille – en népalais : नेपाल परिवार दल – est un parti politique du Népal, dirigé par Vinod Dangi (ou Binod Dangi).
Dans les médias népalais anglophones et au niveau international, il est habituellement désigné sous son nom népalais romanisé : Nepal Parivar Dal ou Nepal Pariwar Dal.

## Assemblée constituante
Dans l'Assemblée constituante mise en place à la suite du scrutin du 10 avril 2008, le Parti népalais de la famille dispose d'un siège (sur 601) :
- 0 député (sur 240) élu au scrutin uninominal majoritaire à un tour ;
- 1 député (sur 335) élu au scrutin proportionnel de liste à un tour ;
- 0 député (sur 26) nommé par le gouvernement intérimaire multipartite.